# Мармарис (національний парк)
Мармаріс — національний парк в Туреччині. Розташований на території площею 20206 га, всього за 6 км від міста Мармарис. Державні автомагістралі 550 і 400 проходять до меж національного парку.
Флора національного парку представлена в основному сосною калабрійською (Pinus brutia). Разом з дубом, платаном, кипарисом вона утворює в долині гарний краєвид. Також у парку ростуть дика олива, суничне дерево, сумах, олеандр і лавр, що мають широке поширення на території парку. З 541 виду, що ростуть у парку рослин, 5 є ендеміками регіону — Onopordum caricum, Globularia dumulosa, Cyclamen trochopteranthum, Campanula fruticulosa, Liquidambar orientalis.
Національний парк Мармарис має багату фауну. Тут мешкає 112 видів птахів, 213 видів комах, 35 видів риб, 21 вид ссавців, 29 видів плазунів, 7 видів земноводних. Крім диких козлів, які мешкають в районі між Мармарисом і Кейджегізом, тут зустрічаються ведмеді, лисиці, свині, червоні білки, ласки, їжаки, рисі, куниці, шакали та інші.
Навколо національного парку Мармарис є красиві тихі і незаймані пляжі. Неподалік від парку знаходиться Райський острів Cennet Adası, стародавні карійські міста Фіскос і Амос.